# Không quân Hoàng gia Lào
Không quân Hoàng gia Lào (tiếng Pháp: Aviation Royale Laotienne – AVRL; tiếng Anh: Royal Lao Air Force), là quân chủng không quân của Quân lực Hoàng gia Lào (FAR), quân đội chính thức của Chính phủ Hoàng gia Lào và Vương quốc Lào trong cuộc nội chiến Lào từ năm 1960-1975.

## Cơ cấu
Không quân Hoàng gia Lào cùng với Thủy quân Hoàng gia Lào và Lục quân Hoàng gia Lào được đặt dưới sự kiểm soát của Bộ Quốc phòng Hoàng gia Lào tại thủ đô Viêng Chăn. Không quân Hoàng gia Lào đã tiếp nhận viện trợ suốt những năm qua chủ yếu là từ Pháp, Mỹ và Thái Lan. Ban đầu tổ chức vận tải bắt đầu hoạt động với loại máy bay Morane-Saulnier MS.500 Criquet và sau đó là C-47, các loại sở hữu khả năng tấn công hạng nhẹ gồm T-6 Texan Bắc Mỹ và về sau là T-28 Trojan.

## Danh sách Đại sứ Mỹ tại Lào trong Nội chiến Lào
Ngày 29 tháng 5 năm 1961, Tổng thống Mỹ John F. Kennedy đã đưa một lá thư chỉ thị cho Đại sứ Hoa Kỳ tại Lào Leonard S. Unger được quyền kiểm soát "...tất cả các chức năng của một Đoàn cố vấn viện trợ quân sự Mỹ (MAAG)...". Như vậy viên Đại sứ phục vụ trên thực tế đã trở thành chỉ huy của Không lực Hoàng gia Lào trong cuộc nội chiến Lào; và nó chỉ tồn tại nhờ sự ủng hộ của Mỹ từ năm 1962 đến năm 1975.
- Leonard S. Unger (25 tháng 7 năm 1962 – 1 tháng 12 năm 1964)
- William H. Sullivan (23 tháng 12 năm 1964 – 18 tháng 3 năm 1969)
- G. McMurtrie Godley (24 tháng 7 năm 1969 – 23 tháng 4 năm 1973) [5]
- Charles S. Whitehouse (20 tháng 9 năm 1973 – 12 tháng 4 năm 1975) (mức độ quyền hạn không rõ ràng)

## Danh sách Tư lệnh Không quân Hoàng gia Lào
- Chuẩn tướng Sourith Don Sasorith (1957–1959)
- Chuẩn tướng Thảo Ma (1959–1966)
- Chuẩn tướng Sourith Don Sasorith (1966–1973)
- Chuẩn tướng Bouathong Phothivongsa (1973–1975)

## Lịch sử

### Giai đoạn hình thành
Ngành hàng không quân sự của Lào bắt nguồn từ sự thành lập hãng 'Hàng không Lào' (tiếng Pháp: Aviation Laotiènne), được người Pháp thành lập vào ngày 28 tháng 1 năm 1955 vốn chỉ là một quân chủng vận tải và trinh sát trên không quy mô nhỏ của Quân đội Quốc gia Lào (ANL). Khi người Pháp rút khỏi Đông Dương, Hàng không Lào tiếp tục phát triển dần từ nguồn viện trợ của Mỹ. Với việc bổ sung các khả năng tấn công đã chuyển đổi thành Không quân Hoàng gia Lào (RLAF).
Việc thành lập một đơn vị không quân cho quân đội Lào lần đầu tiên được lên kế hoạch vào tháng 5 năm 1954. Các loại máy bay được đề xuất bao gồm MS.500 Criquet của Pháp, DHC L-20 Beaver và các loại trực thăng cũng như vận tải cơ C-47. Ngày 6 tháng 8 năm 1954, Lào chính thức độc lập, quân đội Pháp trước khi hồi hương đã cho quân đội Lào mượn chiếc Criquet với mục đích quan sát pháo binh. Hiệp ước độc lập ban cho Pháp quyền có một sứ mệnh quân sự tại Lào. Bắt đầu từ ngày 28 tháng 1 năm 1955, sứ mệnh quân sự này chỉ phái đội ngũ cố vấn đứng đầu là một đại tá để huấn luyện cho 200 người Lào trong hoạt động không quân. Hàng không Lào được thành lập tại sân bay Wattay ở Viêng Chăn vào thời điểm này với đơn vị ban đầu là phi đội trinh sát và liên lạc số 1. Hàng không Lào chủ yếu phục vụ hai mục đích như Criquet dùng để đào tạo phi công Lào, cũng như thực hiện nghĩa vụ quân sự đang diễn ra. Đến tháng 2 năm 1955, Hàng không Lào được trang bị mười máy bay Criquet do người Pháp viện trợ.
Một số sân bay khác Wattay, chỉ là những dải đất sẵn có trong nước bao gồm đường băng thô tại Xieng Khouang, Luang Prabang, Pakse và Cánh đồng Chum. Không quân Pháp đã để lại bốn vận tải cơ C-47 với các phi công Pháp cho Không quân Hoàng gia Lào; ba cái được sơn lại quân hiệu Không lực Hoàng gia Lào. Đồ cho mượn có điều kiện là các máy bay còn lại trong nước.
Khoảng 6,500 quân trong số 30,000 quân của Quân lực Hoàng gia Lào đều bị quân Việt Nam Dân chủ Cộng hòa và Pathet Lào bao vây. Bởi vì Lào là một quốc gia với mạng lưới đường bộ gần như không tồn tại, phi vụ đầu tiên của Không lực Hoàng gia Lào là hỗ trợ không yểm cho toán quân bị bao vây. Việc lái máy bay vận tải do các phi công người Pháp đảm trách trong khi người Lào vẫn đang trong quá trình huấn luyện. Hành động tấn công đầu tiên của lực lượng không quân mới này là không vận quân đội Hoàng gia tới Cánh đồng Chum vào đầu năm 1955. Những binh sĩ quân đội Hoàng gia trên Cánh đồng Chum đã trở thành một phần của nỗ lực tái tiếp tế cầu hàng không. Vào cuối năm 1955, 22 sinh viên Lào được gửi sang Pháp và Morocco học khóa đào tạo huấn luyện nghiệp vụ hàng không. Một trong số những học viên đó có Thảo Ma, một cựu binh nhảy dù mà về sau sẽ lên nắm quyền chỉ huy Không quân Hoàng gia Lào.
Phi hành đoàn người Pháp lái C-47 được sử dụng cho cuộc hành quân này, kết hợp với Không đoàn cảm tử C-46 thuê lại từ hãng vận tải hàng không dân sự. Vận tải cơ C-47 "Dân sự" theo hợp đồng được dùng để thả Tiểu đoàn Nhảy dù Quân đội Hoàng gia Lào tại Xieng Khouang để chống lại sự bành trướng của Pathet Lào vào địa bàn tỉnh. Là một phần của hành động này, các phi công Lào được huấn luyện bay các phi vụ do thám bằng phi cơ Criquet. Bốn trực thăng Sikorsky H-19 của lực lượng không quân mới đã không đáp ứng đầy đủ cho các nhiệm vụ như tải thương, vì vậy thêm hai chiếc H-19 được mua lại từ Không quân Hoàng gia Thái Lan vào tháng 10 năm 1955. Các trực thăng về sau đều được viện trợ không giới hạn và là máy bay chính thức của Hàng không Thái Lan.
Ngoài ra, cơ quan tình báo quân đội Pháp (SDECE) đã thiết lập các đơn vị du kích chống Cộng trên khắp miền Bắc nước Lào, tới và qua biên giới Việt Nam Dân chủ Cộng hòa. Tuy nhiên, các vận tải cơ mượn không được dùng để tiếp tế hậu cần cho các đơn vị ở miền Bắc Việt Nam vì họ không được phép bay quốc tế. Thay vào đó, "phi vụ đặc biệt" đã được giao phó cho hai hãng hàng không điều lệ tư nhân bay theo hợp đồng cho hai hãng hàng không quân đội Lào là Laos Air Lines và Lao Air Transport.
Vào cuối năm 1956, những vận tải cơ C-47 do chính phi hành đoàn mới huấn luyện của Lào đảm trách. Năm 1957, sẽ có 85 huấn luyện viên người Pháp cuối cùng rời khỏi Lào. Tại thời điểm khởi hành của họ, hầu hết các máy bay của Lào không thể cất cánh được do thiếu bảo dưỡng định kỳ.

### Viện trợ của Mỹ
Phía Mỹ tỏ ra chậm trễ hơn khi người Pháp thất bại ở Đông Dương đã vội thiết lập Cơ quan Chương trình Đánh giá (Programs Evaluation Office - PEO) đóng vai trò như một nhiệm vụ quân sự thứ yếu vào tháng 1 năm 1954. Cơ quan này đã cung cấp 100 huấn luyện viên nhằm thay thế các cố vấn Pháp sắp rời khỏi xứ này. Đồng thời nó còn cung cấp sáu máy bay C-47, hai chiếc DHC L-20 và hai chiếc L-19 Bird Dog cùng kế hoạch xây dựng sân bay trên toàn quốc.
Tháng Giêng năm 1956, PEO đã chuyển sang Lào bốn chiếc máy bay C-47 trong đợt viện trợ trực tiếp đầu tiên cho lực lượng không quân non trẻ của nước này. Kế hoạch phát triển không quân trong vòng ba năm của PEO cho Hàng không Lào đã yêu cầu một phi đội vận tải gồm tám máy bay C-47, một phi đội trinh sát gồm 12 máy bay L-19 Bird Dog và một phi đội liên lạc bao gồm bốn chiếc Sikorsky H-19 và bốn chiếc L-20 Beaver. Một lực lượng xung kích tầm trung gồm 12 chiếc AT-6 Texan cũng được mường tượng ra. Sáu chiếc Bird Dog đầu tiên cập cảng vào tháng 3 năm 1956, ngay cả khi các loại máy bay Criquet cuối cùng bị loại bỏ.
Một vài chiếc DHC L-20 được chuyển giao vào năm 1957, khả năng cất cánh và hạ cánh trong thời gian ngắn cũng phù hợp với các điều kiện nguyên thủy của những đường băng tại Lào. Trong đó có một vài chiếc L-20 được trang bị một khẩu súng máy cỡ nòng 0,50; việc sử dụng tự nhiên đối với máy bay vũ trang cũng như gunship chủ yếu cho các mục tiêu bắn phá trên bộ. Cũng vào năm 1957, Sourith Don Sasorith, viên Tư lệnh đầu tiên của Lào được bổ nhiệm làm người đứng đầu Hàng không Lào.
Tháng 7 năm 1958, một cuộc đảo chính xảy ra đã đưa Phoumi Nosavan lên cầm quyền tại Lào và đã yêu cầu phía Mỹ viện trợ thêm nữa. Năm sau, PEO có kế hoạch tăng cường không quân Lào với sáu chiếc T-28 Trojan Bắc Mỹ. Hiển nhiên là việc viện trợ hàng không có sẵn cho cuộc chiến chống Cộng sản của chính phủ Hoàng gia Lào vẫn chưa đủ, ngay cả khi được tăng cường thêm các chuyến bay hợp đồng của Air America. Sư đoàn Không quân 315 Không lực Mỹ đã gửi một biệt đội mặc đồ dân sự trong nước làm nhiệm vụ tạm thời điều khiển các loại máy bay vận tải trong vòng một tháng gồm C-119G Flying Boxcar, C-123 Provider và C-130 Hercules nhằm hỗ trợ cho phe Hoàng gia Lào. Sau khi thực hiện khoảng 72 phi vụ, họ đã rút khỏi vào ngày 27 tháng 4 năm 1959 vì áp lực chính trị quốc tế.
Hai máy bay trực thăng Alouette của Pháp được không quân Lào mua lại vào năm 1960. Đến tháng 8, toán quân nhảy dù thuộc phe Trung lập của Kông Lê đã phát động một cuộc đảo chính lật đổ Nosavan; sau khi giành được quyền lực, ông đã yêu cầu Việt Nam Dân chủ Cộng hòa và Liên Xô viện trợ. Ba tháng sau, Nosavan tiến hành một cuộc phản công được Mỹ hậu thuẫn từ căn cứ của ông ở Savannakhet, thực hiện cuộc tấn công thành công phe Trung lập tại Viêng Chăn. Nosavan nhận được sự hỗ trợ hậu cần trên không chỉ từ Không quân Hoàng gia Lào bị thu hẹp mà còn từ máy bay H-19 của Không quân Hoàng gia Thái Lan và bốn chiếc H-34 của Air American cũng như một chiếc Bird & Son C46. Ngoài ra để hỗ trợ hậu cần từ các máy bay, Bird & Son còn thả lính nhảy dù vào Viêng Chăn từ máy bay vận tải C-46.

### Cầu hàng không Liên Xô
Mặc dù Liên Xô không đóng góp trực tiếp vào sự phát triển của Không lực Hoàng gia Lào nhưng những tác động trong năm 1960-1961 đã có một ảnh hưởng lớn đến sự phát triển của Không quân Hoàng gia Lào. Đáp lại lời kêu gọi sự giúp đỡ từ Kông Lê, Liên Xô dành riêng 44 máy bay vận tải nhằm hỗ trợ lực lượng trung lập. Khởi đầu từ tháng 12 năm 1960, Liên Xô cho tiến hành những chuyến bay viện trợ quân sự bắt đầu với một khẩu đội bích kích pháo 105mm. Người Nga đã thực hiện khoảng 1.000 phi vụ vào Tháng 3 năm 1961 nhằm hỗ trợ phe trung lập ngay cả khi họ rút lui về phía bắc vào Cánh đồng Chum. Những nỗ lực của Liên Xô bao gồm thả một vài toán lính nhảy dù của Kông Lê cũng như cung cấp ba chiếc Lisunov Li-2 cho không quân của ông. Trong cùng khoảng thời gian này, Trung đoàn vận tải 919 Không quân Nhân dân Việt Nam đã thực hiện 184 phi vụ tiếp tế từ miền Bắc Việt Nam vào Xam Neua. Những nỗ lực của phe cộng sản đã làm khuấy động những nỗ lực của Mỹ giúp tăng cường Không quân Hoàng gia Lào.
Khi Kông Lê rút quân khỏi Viêng Chăn, ông đã mang theo hai chiếc C-47 và hai chiếc L-20 Beavers có thể dùng được từ Hàng không Lào và thành lập Không quân Lào trung lập. Quân đội của Nosavan còn truy kích lực lượng của Kông Lê tới tận Cánh đồng Chum.
Cầu hàng không Liên Xô chấm dứt vào tháng 5 năm 1962, sau khi hiệp ước đình chiến lần thứ 10 được ký kết. Vào cuối năm 1962, một nhóm học viên phe trung lập đến Liên Xô tham dự khóa đào tạo trong hơn một năm. Trước khi Liên Xô rời khỏi Lào, trong tháng mười và tháng 12 năm 1962, phía Liên Xô để lại ba chiếc Li-2 cho phe trung lập và ba chiếc Li-2 cùng ba máy bay hai tầng cánh Antonov An-2 cho không quân Pathet Lào. Họ còn trao lại ba chiếc Li-2 và một máy bay trực thăng Mil Mi-4 cho Không lực Hoàng gia Lào. Tuy nhiên, việc thiếu phụ tùng thay thế đã khiến máy bay không thể cất cánh được.

### Mỹ phản ứng với Liên Xô
Đáp lại cầu hàng không của Liên Xô, Tổng thống Mỹ Dwight D. Eisenhower đã có lời thúc giục chính thức tới Thái Lan nhằm viện trợ sáu chiếc AT-6 Texas với khả năng tấn công tầm trung cho Không lực Hoàng gia Lào vào ngày 9 tháng 1 năm 1961. Đổi lại, người Thái được phía Mỹ bồi thường năm máy bay Cessna T-37 Tweet. Ba phi công Lào dành cho AT-6 đã có sẵn, bao gồm cả Thảo Ma. Loại máy bay tấn công tầm trung mới này đã thực hiện thành công phi vụ đầu tiên vào ngày 15 tháng 1. Một trong số các T-6 bị bắn rơi ngày 17 tháng 1 năm 1961. Không lực Hoàng gia Lào đã vội tăng cường hàng ngũ phi công với bốn phi công tình nguyện viên người Thái lấy từ Phi đoàn 63 Không quân Hoàng gia Thái Lan đã bắt đầu phi vụ bay vào giữa tháng 2. Phần lớn số T-6 còn lại đều bị tổn thất trong tháng 3 với hai cú va chạm giữa không trung, một chiếc rơi vào lưới lửa phòng không và số khác bị mất tích trong một đợt huấn luyện bay. Không lực Hoàng gia Lào tạm thời gần như bị xóa sổ.
Vào tháng 3 và tháng 4 năm 1961, trong một nỗ lực yếu thế nhằm tăng cường hỏa lực cho đồng minh thân cận, 18 viên sĩ quan Không quân Mỹ đã tình nguyện tham gia vào chiến dịch Pond Mill. Những phi công này được ủy quyền vào Không lực Hoàng gia Lào để lái máy bay ném bom Douglas A-26 Invader tại Lào. Bên cạnh đó, Họ còn tăng cường thêm bốn phi công người Mỹ cho tổ bay này. Tuy nhiên, những cân nhắc chính trị trước sự khuấy động của vụ xâm nhập Vịnh Con Lợn đã ngăn việc sử dụng Invader.
Mỹ bắt đầu tiến hành cầu hàng không riêng của mình vào năm 1961, cũng như kết hợp của những nỗ lực trinh sát không ảnh. Khả năng vận tải của Không lực Hoàng gia Lào được tăng cường lên đến 13 máy bay Douglas C47 và được dùng trong chuyến không vận quan trọng đầu tiên của Không lực Hoàng gia Lào khi họ vận chuyển ba tiểu đoàn của quân đội Hoàng gia Lào tới Sam Neua. Người Mỹ còn cung cấp thêm mười chiếc AT-6 chuyên tiến hành các phi vụ tấn công mặt đất cho Không lực Hoàng gia Lào thông qua sự trung gian của Không quân Hoàng gia Thái Lan. Trong một phi vụ xuất kích bốn chiếc AT-6 đã bay từ sân bay Luang Prabang trong suốt tháng 4 năm 1961, Trung úy Khampanh của Không lực Hoàng gia Lào đã bắn rơi một chiếc máy bay Ilyushin Il-4 thuộc hạm đội cầu hàng không Liên Xô bằng cách sử dụng tên lửa không điều khiển. Đây là chiến thắng không đối không duy nhất của Không quân Hoàng gia Lào. Tuy nhiên, sự thiếu sót của những chiếc AT-6 cũ kỹ già nua đã trở nên rõ ràng với các nhà viện trợ người Mỹ; T-28 Trojan được đồn rằng sẽ là tương lai của Không lực Hoàng gia Lào. Những chiếc T-28 mà Không lực Việt Nam Cộng hòa hứa sẽ cung cấp cho Không lực Hoàng gia Lào đã không được chuyển giao vì ngưng chiến.
Ngày 2 tháng 5 năm 1961, quân Pathet Lào tràn ngập sân bay tại Moung Sing và ngày hôm sau chiếm được một máy bay C-47 của Không lực Hoàng gia Lào vừa hạ cánh vì phi hành đoàn C-47 không biết là sân bay đã bị quân cộng sản tiếp quản.
Kết quả cuối cùng của những trận đánh trên Cánh đồng Chum là một chỉ thị từ Tổng thống Mỹ John F. Kennedy vào tháng 5 năm 1961 cho biết Đại sứ Mỹ tại Lào sẽ phục vụ như là chỉ huy quân sự thực tế tại Lào. Lời phê chuẩn của ông đã hợp thức hóa tất cả các cuộc không kích ở nước này. Văn phòng Tùy viên Không quân sẽ đóng vai trò là nhân viên của ông Đại sứ phục vụ cho việc thực thi sức mạnh không quân tại Lào.
Ngày 10 tháng 5 năm 1962, hiệp ước đình chiến được ký kết đã giới hạn hoạt động của Không lực Hoàng gia Lào với những chiếc T-6 không còn hoạt động nữa, mặc dù học viên Hàng không Lào được chuyển tiếp đến Lopburi, Thái Lan học khóa huấn luyện T-28 vào tháng 6 năm 1962. Tuy nhiên, trong thời gian ngừng bắn, Vàng Pao đã sử dụng sự hỗ trợ của CIA cho quân đội dân tộc miền núi người H'Mông của ông để bắt đầu đào xới dải đất đường băng ngắn được dùng để yểm trợ hậu cần cho quân của mình bằng máy bay trực thăng và máy bay đường ngắn. Những dải đường băng nguyên thủy nhỏ bé này sẽ lan ra khắp Lào và trở thành một thành phần chính trong nỗ lực chiến tranh của phe Hoàng gia Lào; khoảng 200 cứ điểm Lima dự kiến thành lập trong nay mai. Chúng rất cần thiết cho việc tiếp tế, không vận quân đội nhanh chóng và các hoạt động cứu trợ người tị nạn.
Thỏa thuận quốc tế về tính trung lập của Lào đã được ký kết vào ngày 23 tháng 7 năm 1962 và có hiệu lực vào tháng 10. Ngày 6 tháng 10 năm 1962, người cuối cùng của Đoàn cố vấn Viện trợ Quân sự Mỹ rời khỏi Lào tuân theo Hiệp định. Ngày hôm sau, 40 cán bộ cộng sản Việt Nam trên tổng số 7000 người tại Lào được hồi hương, phía Việt Nam Dân chủ Cộng hòa tuyên bố họ hoan nghênh Hiệp định này. Lời nói cửa miệng về việc quan sát Hiệp định đã định hình toàn bộ nỗ lực của Mỹ để tổ chức và có hiệu lực tới Không lực Hoàng gia Lào, với tất cả các kỹ thuật viên và cố vấn Mỹ núp dưới vỏ bọc ngoại giao được công nhận như là tùy viên quân sự. Mặc dù Mỹ sẽ tiếp tục viện trợ cho đồng minh thân cận Lào và cũng sẽ duy trì bề ngoài của thỏa thuận quan sát năm 1962.

### Giai đoạn phát triển

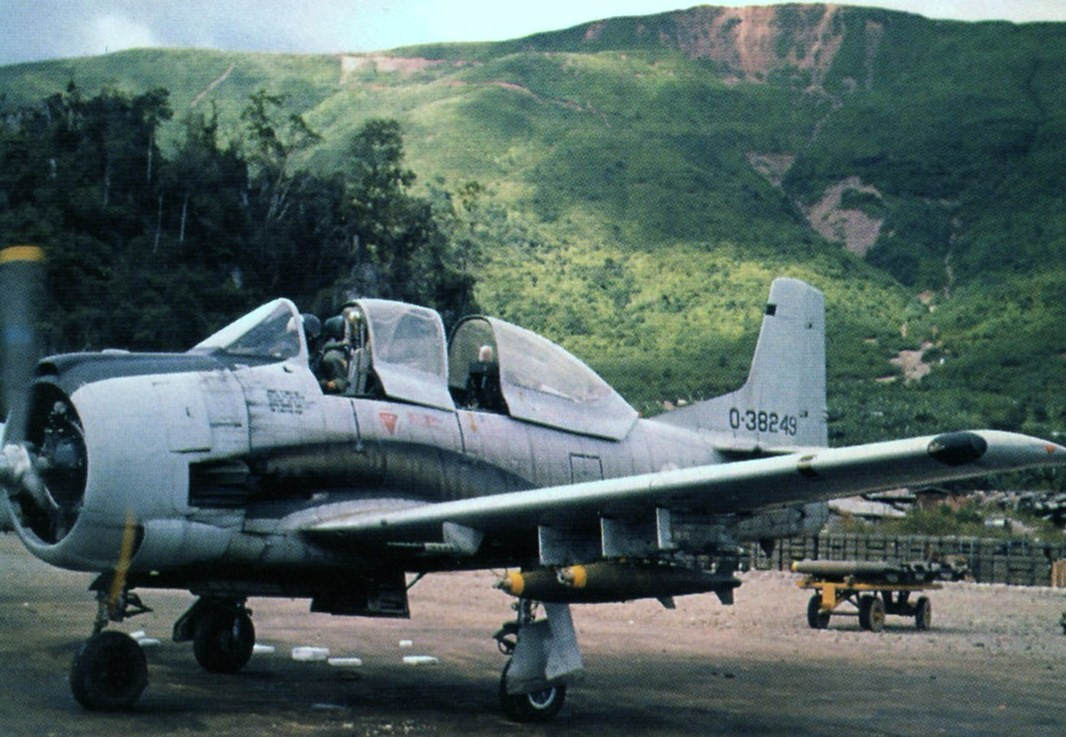
Một chiếc T-28D Không lực Hoàng gia Lào tại Long Tieng

Cuộc chiến lại nổ ra một lần nữa tại Lào trong giai đoạn này, Không lực Hoàng gia Lào có năm phi công T-28 được huấn luyện tại căn cứ Không quân Moody, Georgia để bay những chiếc T-28 vừa được chuyển giao vào tháng bảy và tháng 8 năm 1963 tới sân bay Wattay bên ngoài Viêng Chăn. Mỹ còn tiếp tế thêm bom và tên lửa cho Không lực Hoàng gia Lào mặc dù tạm thời giữ lại các kíp nổ để dễ bề kiểm soát.
Một trong những chiếc T-28 mới toanh sớm bị rơi ở Viêng Chăn. Một chiếc T-28 khác đã biến mất khỏi kho bãi khi Trung úy Chert Saibory, người đã đào thoát từ Không quân Hoàng gia Thái Lan sang Không lực Hoàng gia Lào và nay lại đào thoát một lần nữa vào tháng 9 năm 1963. Ông lái chiếc T-28 bay vào không phận Việt Nam Dân chủ Cộng hòa và bị giam giữ ngay lập tức riêng chiếc T-28 trở thành máy bay chiến đấu đầu tiên của Không quân Nhân dân Việt Nam. Mặc dù vậy, vào ngày 26 tháng 10 năm 1963, Bộ Ngoại giao Mỹ đã đánh điện cho Đại sứ Leonard S. Unger với tin mật là sử dụng T-28 để đánh chặn các chuyến bay tiếp tế của Việt Nam Dân chủ Cộng hòa cho Pathet Lào. Unger là người đầu tiên trong ba đại sứ nắm quyến kiểm soát tài sản của hàng không Mỹ nhằm viện trợ cho Không lực Hoàng gia Lào, số khác là những người kế vị ông gồm William H. Sullivan và G. McMurtrie Godley.
Chiến dịch Waterpump được thành lập ở Thái Lan vào tháng 3 năm 1964 với mục đích đào tạo thêm nhiều phi công Lào. Chiến dịch này bao gồm 38 Không đoàn cảm tử và bốn máy bay huấn luyện T-28D đóng tại căn cứ Không quân Hoàng gia Thái Lan Udorn. Cũng trong tháng 3 năm 1964, Đại sứ Unger đã vận động Bộ Ngoại giao Mỹ mở rộng vai trò cho Không lực Hoàng gia Lào. Nhờ vậy mà Không lực Hoàng gia Lào đã tiến hành các vụ không kích T-28 nhắm vào quân cộng sản trên Cánh đồng Chum vào ngày 17 tháng 5 năm 1964. Unger đã chuyển giao kho vũ khí của Đại sứ quán cho Không lực Hoàng gia Lào ngay ngày hôm đó. Chiến dịch Waterpump còn gửi thêm bốn chiếc T-28 cho Không lực Hoàng gia Lào. Hai ngày sau, mười chiếc T-28 dư thừa được chuyển từ Việt Nam Cộng hòa; bốn chiếc được Waterpump giữ lại dùng để tiếp tục hoạt động đào tạo huấn luyện trong khi sáu chiếc còn lại được chuyển cho Không lực Hoàng gia Lào. Nhằm khắc phục tình trạng thiếu phi công cho đến khi Waterpump hoàn tất tốt nghiệp các phi công Lào, cơ quan PEO của Mỹ đã bí mật tuyển dụng năm phi công tình nguyện viên từ Air America, gán cho họ cái tên "Đội A". Họ đã tiến hành vụ không kích vào ngày 25 Tháng 5 năm 1964, hai chiếc T-28 bị thiệt hại do hỏa lực phòng không trong khi để lạc mất mục tiêu đối phương. Bởi vì có khả năng để lại hậu quả chính trị nếu một phi công Mỹ bị rơi vào tay kẻ thù, PEO mang theo những phi công Thái Lan từ Phi đoàn 223 Không quân Hoàng gia Thái Lan trên chuyến công vụ dài sáu tháng, trong một chiến dịch tuyệt mật được gọi là Project Firefly (Kế hoạch Đom đóm). Những lính đánh thuê được tuyển mộ này được biết đến với tên gọi "Đội B" và bắt đầu các vụ không kích vào ngày 1 tháng 6 năm 1964. Để hoàn thành các thứ bậc của nhóm, các phi công Lào được chỉ định là "Đội C". Các đội A và B đặt dưới sự kiểm soát của Đại sứ Unger.
Tháng 6 năm 1964, khi ngã ba đường chiến lược của các Xa lộ 7 và 13 bị quân cộng sản đe dọa, Không lực Hoàng gia Lào có 20 chiếc T-28 và 13 phi công Lào sẵn sàng tham chiến. Thêm mười học viên phi công Lào đã gần kết thúc khóa đào tạo và sẵn sàng tham gia các phi vụ vào ngày 9 tháng 8 năm 1964. Mười phi công Thái Lan và sáu phi công Mỹ cũng sẵn sàng cho nhiệm vụ ngay lập tức với đồng minh Không lực Hoàng gia Lào. Thêm bốn chiếc T-28 có sẵn tại Udorn. Thêm mười lăm chiếc T-28 sẵn sàng ứng chiến chuyển từ Không lực Việt Nam Cộng hòa vừa được tái trang bị với máy bay A-1 Skyraider.
Cũng trong tháng 6 năm 1964, một phi đội T-28 của Đội A đã oanh tạc tổng hành dinh phe trung lập của Kông Lê ở Khang Khay trong một nỗ lực thành công để buộc ông phải chuyển đổi liên minh từ Pathet Lào sang hàng ngũ phe Hoàng gia. Kế đến, Đội A còn được phép dùng những chiếc T-28 của Không lực Hoàng gia Lào để ném bom Trung tâm Văn hóa Trung Quốc nổi tiếng là trại huấn luyện đội ngũ nhân viên của Trung Quốc cho cho quân cộng sản Lào trên Cánh đồng Chum.
Trong tháng 7 năm 1964, nỗ lực điều không tiền phương của Mỹ để hướng dẫn các vụ không kích của cả Không lực Hoàng gia Lào và Không quân Mỹ được bắt đầu với thiết bị điều khiển chiến đấu Butterfly gắn trên máy bay Air America. Các mối đe dọa gây ra bởi lưới lửa phòng không Việt Nam Dân chủ Cộng hòa gia tăng đều đặn ở phía bắc Lào. Điều này dẫn đến sự phân công các phi công Thái Lan của Đội B có nhiều kinh nghiệm hơn cho các phi vụ ở miền Bắc nước Lào, riêng những phi công Lào ít kinh nghiệm hơn thì tiến hành những đợt không kích vào miền nam nước Lào. Không lực Hoàng gia Lào giờ đây hoạt động trải dài từ Pakse và Savannakhet cũng như Luang Prabang và Viêng Chăn.

### Trong chiến tranh Việt Nam
Mỹ chính thức bước vào cuộc chiến tranh Việt Nam do sự kiện Vịnh Bắc Bộ vào ngày 4 tháng 8 năm 1964. Dẫn dến sự leo thang nhanh chóng các hoạt động của đồng minh Không lực Hoàng gia Lào với kết quả thảm hại. Đại sứ Unger gây áp lực Không lực Hoàng gia Lào phải tấn công quân cộng sản trên Cánh đồng Chum và đường mòn Hồ Chí Minh bằng cách trình một bản danh sách các mục tiêu mà ông muốn chính phủ Hoàng gia Lào tiến hành không kích. Thế nhưng tổn thất ngày càng gia tăng, một chiếc T-28 Trojan đã bị súng phòng không 37mm của Việt Nam Dân chủ Cộng hòa bắn hạ vào ngày 14 tháng 8. Ngày 18 tháng 8, Trung tá Viripong, Tư lệnh Phi đoàn 223 Không quân Hoàng gia Thái Lan bị bắn rơi trong khi đang lái chiếc T-28 tiến hành một phi vụ trái phép trên Cánh đồng Chum, một số T-28 khác còn bị mất tích ở miền Bắc Việt Nam khi đang trinh sát.
Những hoạt động không quân bí mật trong khoảng thời gian này được mở rộng bao gồm những phi công điều không tiền phương trong chương trình Steve Canyon phụ trách chỉ đạo các cuộc không kích. Ngày 30 tháng 9, Bộ tổng tham mưu Liên quân Mỹ đã phê chuẩn một bản danh sách các mục tiêu ở miền đông nước Lào theo đề nghị của Không quân Mỹ và sự đồng tình của Thủ tướng Lào Souvanna Phouma. Ngày 14 tháng 10 năm 1964, Thảo Ma dẫn đầu ba phi đội từ Savannakhet trong cuộc không kích ban đầu nhắm vào Đèo Mụ Giạ, Quảng Bình, trạm phía bắc của đường mòn Hồ Chí Minh.
Vào tháng 1 năm 1965, một vụ nổ kho quân nhu tại căn cứ Không quân Wattay làm thiệt hại 8 tám chiếc T-28 và một chiếc C-47. Những tổn thất giảm đáng kể hoạt động của các phi công đội B của Thái Lan cho tới tháng 5. Trong tháng đó, Không lực Hoàng gia Lào đã giành được chiến thắng đầu tiên với hai xe tăng cùng với năm xe tải bị phá hủy. Vào lúc này, Đại sứ Sullivan thấy rằng những nỗ lực đánh bom đang phát triển cần phải được điều chỉnh lại. Thay thế chính sách trước đây, ông cho thành lập một hệ thống điều không tiền tuyến của Không đoàn nhảy dù điều không tiền tuyến Mỹ, hướng dẫn không lưu tiền phương của Thái và các quan sát viên Lào đã phê duyệt các cuộc không kích. Việc kiểm soát tăng lên khiến cho công tác không yểm tầm ngắn với bộ binh của Đội B Không lực Hoàng gia Lào có thể thực hiện được; các máy bay chiến đấu thả bom đều được dẫn đường bởi một chiếc T-28. Tuy nhiên, đối với các chuyến xuất kích ngăn chặn đối phương, Sullivan là người có thẩm quyền cuối cùng phản đối các phi vụ trinh sát đường dài đánh trúng các mục tiêu thoáng qua ngay khi có cơ hội.
Mùa hè năm 1965 đánh dấu sự khởi đầu của sự chia rẽ nội bộ trong hàng ngũ Không lực Hoàng gia Lào. Vị tư lệnh năng nổ có uy tín của Không quân Hoàng gia Lào là Tướng Thảo Ma đã gợi lên sự ghen tị từ các tướng khác. Cuối cùng đã xảy ra một vụ ám sát cố ý chống lại ông vào ngày 3 tháng 7 năm 1965.
Vào giữa năm 1965, các chuyên gia hàng không "dân sự" Mỹ bí mật cung cấp cho chính phủ Hoàng gia Lào được tổ chức thành Trung tâm hoạt động hàng không (Air Operation Center - AOC). Trung tâm hoạt động hàng không được thành lập tại 5 quân khu của Lào với nhân viên được tuyển mộ thông qua chương trình Palace Dog của Không quân Mỹ. Ngày 1-2 tháng 8 năm 1965, toán T-28 Đội B Không lực Hoàng gia Lào đã tấn công miền Bắc Việt Nam; vào ngày 18, một chiếc T-28 trong một vụ đột kích ương tự đã bị bắn rơi và các cuộc không kích qua biên giới của Không lực Hoàng gia Lào đều bị đình chỉ. Đến tháng 8 năm 1965, tỷ lệ xuất kích của Không quân Hoàng gia Lào đã tăng lên đáng kể khi danh mục máy bay tấn công đã xây dựng lên đến 24 chiếc T-28, tăng cường thêm 3 chiếc RT-28 và một số C-47. Về sau dùng làm máy bay ném bom/gunship ứng biến được trang bị 50 súng máy cỡ nòng và một hệ thống con lăn giúp đẩy những quả bom 250 nặng 250 pound ra khỏi cửa khoang vận tải trong suốt chuyến bay. Thành quả thiết thực này cuối cùng đã bị hủy bỏ vì nó xen vào các hoạt động buôn lậu thuốc phiện của một số tư lệnh cấp cao Hoàng gia Lào.
Tháng 10 năm 1965, các cuộc không kích qua biên giới nhằm phá hủy những binh trạm của Việt Nam Dân chủ Cộng hòa lại tiếp tục một thời gian ngắn trước khi chấm dứt vĩnh viễn. Tháng 11 năm 1965 đã chứng kiến sự xuất hiện của năm chiếc O1-E Bird Dog Quân lực Mỹ do đội Raven FAC dùng để dẫn đường cho Không quân Hoàng gia Lào trong các đợt không kích cứ điểm đối phương. Cuối năm 1965 cũng chứng kiến việc Không lực Hoàng gia Lào mua lại ba chiếc C-47. Hai viên tướng trong quân đội Hoàng gia Lào cố thuyết phục mua chúng nhưng đã bị Tướng Thao Ma gạt đi, vì ông tin rằng những chiếc máy bay này sẽ dùng để buôn lậu thay vì vận tải quân sự. Các tướng lĩnh trả đũa bằng cách hạn chế sự thăng tiến trong nội bộ Không lực Hoàng gia Lào và từ đó làm suy yếu dần dần phe cánh Thảo Ma.
Đến mùa xuân năm 1966, Không lực Hoàng gia Lào đã phát triển lên đến 40 chiếc T-28. Các phi công Đội B người Thái tiếp tục tham gia chủ yếu là các hoạt động của Không lực Hoàng gia Lào. với 23 người đến Lào vào đầu năm 1966. Ngoài ra, nhằm gia tăng số lượng phi công T-28, CIA đã bắt đầu triển khai chương trình đào tạo hàng chục ứng cử viên phi công người dân tộc thiểu số Hmong ở Thái Lan. Bảy người trong số họ sẽ tốt nghiệp khóa phi công T-28; số khác trở thành phi công vận tải và liên lạc; một số thì trở thành phi công trực thăng. Sự thất bại hoàn toàn của chương trình này với ý định trinh sát trên không bằng loại máy bay Raven FAC.
Viên tham mưu trưởng Không lực Hoàng gia Lào được một số phe cánh đối lập hối lộ để dẫn đầu một cuộc nổi loạn chống lại Thao Ma. Để trả đũa, ngày 4 tháng 6 năm 1966, ông đã phát động một cuộc nổi dậy nhằm trấn áp phe nổi dậy nhưng thất bại. Sau đó, Bộ Tư lệnh vận tải quân sự được thành lập và đặt dưới quyền Chuẩn tướng Sourith Don Sasorith, mặc dù Thao Ma vẫn tiếp tục nắm quyền chỉ huy phi đội T-28. Sau cuộc đảo chính không thành công, Thao Ma đã chuyển sở chỉ huy của ông từ Savannakhet đến Luang Prabang và dự kiến là ông sẽ hạ cấp bậc chuyển sang công việc văn phòng mới thành lập tại Viêng Chăn. Nhưng ông vẫn tiếp tục đảm nhiệm thực hiện các phi vụ không kích từ Luang Prabang cho đến khi cố gắng tiến hành một cuộc đảo chính vào ngày 22 tháng 10 năm 1966. Thao Ma liên tiếp phát động các đợt không kích chủ yếu nhắm vào nhà của một số tướng lĩnh thuộc phe đối lập tại Viêng Chăn, cũng như trụ sở Bộ Tổng tham mưu và hai kho vũ khí. Mặc dù 36 người đã thiệt mạng trong các cuộc không kích thế nhưng cuộc đảo chính vẫn không thành công. Đại sứ Mỹ đã quyết định can thiệp nhằm ngăn chặn cuộc đảo chính có thể gây xôn xao dư luận. Do quyền lực bị suy giảm cộng với việc Mỹ không ủng hộ mình nữa, Thao Ma và 10 viên phi công của ông đã lái T-28 sang Thái Lan sống lưu vong. Một số kỹ thuật viên Không lực Hoàng gia Lào cũng lái C-47 bỏ trốn theo cùng. Với sự ra đi của Thao Ma, Tướng Sourith đã chính thức lên nắm quyền chỉ huy toàn bộ Không quân Hoàng gia Lào.
Ngày 9 tháng 11 năm 1966, Chiến dịch Waterpump đã làm lễ tốt nghiệp cho 42 phi công T-28 mới của Lào. Tuy nhiên do đào ngũ và thương vong, chỉ có 24 người là còn lưu trong hồ sơ của Không lực Hoàng gia Lào. Trong một nỗ lực để soạn thảo kế hoạch nhu cầu trong tương lai của Không lực Hoàng gia Lào, Đại sứ William H. Sullivan dự đoán rằng có thể 7 phi công Lào đã đào ngũ sang Thái Lan sẽ được hồi hương, và thêm sáu học viên phi công Lào đã trở về để tốt nghiệp khóa đào tạo. Sullivan đã đoán trước nhu cầu nhân sự mà Không lực Hoàng gia Lào cần khoảng từ 55 tới 60 phi công Lào và 44 tới 48 máy bay T-28. Ông lưu ý tầm quan trọng của việc gia tăng số lượng phi công T-28 với một tiếng nói chung cùng lục quân Lào mà Không quân Hoàng gia Lào tiến hành việc không yểm tầm ngắn. Cho đến khi đủ số lượng phi công Lào được đào tạo, phi công Thái Lan có tiếng nói giống như Lào, sẽ lấp đầy vai trò không yểm tầm ngắn, còn lại giao cho máy bay của không quân Mỹ tự do không kích các mục tiêu đánh phá. Đến cuối năm 1966, hơn một nửa phi vụ xuất kích trong năm đều do phi công Đội B đảm trách. Các phi công Đội B đã bắt đầu sử dụng căn cứ khá hiện đại Moung Soui nằm gần Cánh đồng Chum để giảm thời gian xuất kích và nâng cao tỷ lệ xuất kích của họ.

### Thời kỳ Tướng Sourith chỉ huy

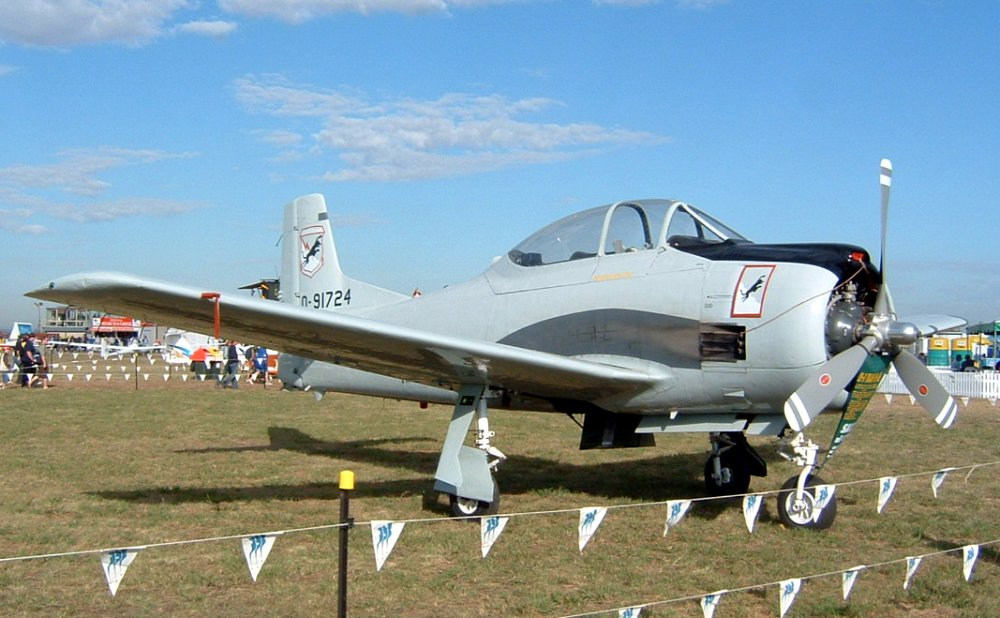
Máy bay huấn luyện T-28 Trojan Bắc Mỹ của Không quân Hoàng gia Lào cũ.

Vào đầu năm 1967, toán đặc công Việt Nam Dân chủ Cộng hòa đã tấn công sân bay Luang Prabang tới hai lần, phá hủy 17 chiếc T-28 của Không lực Hoàng gia Lào. Từ ngày 20 đến ngày 27 tháng 5 năm 1967, Không quân Hoàng gia Lào cùng với Không quân Mỹ tham gia vào một loạt các cuộc không kích thứ hai trực tiếp đánh phá Đường 110 thuộc hệ thống đường mòn Sihanouk ở Nam Lào. Không lực Hoàng gia Lào đóng góp 41 phi vụ vào nỗ lực này.
Không giống như Ma, Tướng Sourith khuyến khích việc buôn lậu vàng và thuốc phiện bằng cách sử dụng các máy bay vận tải thuộc Không lực Hoàng gia Lào. Tuy nhiên, bắt đầu từ trưa ngày 30 Tháng 7 năm 1967, Sourith đã ra lệnh cho phi đội T-28 của Không lực Hoàng gia Lào tiến hành không kích trong hai ngày vào đoàn buôn lậu gồm 300 con la chở 16 tấn thuốc phiện từ Miến Điện vào miền tây Lào tại Ban Khwan.
Khoảng thời gian cuối năm 1967, bảy chiếc T-28 của Không lực Hoàng gia Lào đã thực hiện chuyến bay tiếp tế cho quân đội Hoàng gia tham gia trong trận Nam Bắc; không may, thiếu sự phối hợp giữa không quân và lục quân làm cho cuộc không kích không đạt hiệu quả. Công tác hỗ trợ hậu cần cho binh lính bằng trực thăng của Không lực Hoàng gia Lào cũng đã chứng minh không đầy đủ. Trước sự thất bại thảm hại tại Nam Bắc vào đầu năm 1968, quân đội Hoàng gia Lào đã trở nên yếu kém, tăng gánh nặng chiến đấu trên vai Không quân Hoàng gia Lào. Không quân được tăng cường thêm từ 45 đến 50 T-28, với thêm 25 đến 30 chiếc đóng vai trò dự bị ở Thái Lan. Không lực Hoàng gia Lào còn bổ sung thêm 9 máy bay trực thăng UH-34 và 16 chiếc C-47.
Tháng 2 năm 1968, Không lực Hoàng gia Lào phải gánh chịu một tổn thất nghiêm trọng, khi một chuyến bay gồm ba chiếc T-28 đang làm nhiệm vụ không yểm trong thời tiết xấu đã lao vào một sườn núi ở Quân khu 2. Không một ai sống sót sau vụ tai nạn thảm khốc, Một sự kiện gây chấn động dư luận khác xảy ra vào ngày 21 tháng 3 năm 1968, một phi hành đoàn C-47 đã bị bắt tại sân bay Tân Sơn Nhứt, Việt Nam vì buôn lậu vàng và thuốc phiện. Ngay sau đó, Đại sứ Sullivan đã từ chối cung cấp thêm năm máy bay C-47 cho Không lực Hoàng gia Lào, với lý do họ sẽ dùng vào việc buôn lậu.
Đến năm 1968, vì để mất quá nhiều máy bay T-28, tổn thất phi công và hậu quả khiến tinh thần quân chủng sa sút. Chiến thuật không quân của Không lực Hoàng gia Lào đã giảm bớt tỉ lệ xuất kích mức giá thấp nhất trong vòng bốn năm. Các chuyên gia hàng không dân sự được bổ sung từ Không quân Mỹ đã tăng lên đến mười người mỗi đợt cho Trung tâm hành quân không quân, đảm đương tất cả các chức năng hỗ trợ T-28 nhằm đạt được hiệu quả ngắn hạn. Kết quả là, Số vụ xuất kích của Không lực Hoàng gia Lào cho tháng 12 đã tăng gấp ba lần hơn tháng Giêng, tổng cộng khoảng 1522 phi vụ. Đến cuối năm, những máy bay T-28 đã thực hiện khoảng 10.000 phi vụ chiến đấu. Ngược lại, các máy bay vận tải C-47 của Không quân Hoàng gia Lào vẫn còn trơ trẽn lạm dụng việc buôn lậu vàng và thuốc phiện và có đủ tư cách hoạt động như các máy bay dân sự.
Sang năm 1969, các cố vấn Không lực Hoàng gia Lào đã bắt đầu một vài chương trình nhằm nâng cao tinh thần của các phi công T-28, mà trước mắt là thực hiện việc chi trả tiền thưởng cao cho mỗi đợt xuất kích. Các khóa huấn luyện kỹ năng trốn thoát và lẩn tránh còn được mở tại Hua Hin, Thái Lan; bên cạnh việc gia tăng gấp đôi thời gian nghỉ ngơi và hồi phục bên bờ biển. Tuy không còn đường rút nhưng chiến dịch vẫn tiếp tục. Ngày 27 tháng 6 năm 1969, căn cứ hiện đại của Không lực Hoàng gia Lào tại Moung Soui bị đặc công và bộ đội Việt Nam Dân chủ Cộng hòa tràn ngập. Ngày 11 tháng 7 năm 1969, một trong những phi công Hmong nổi tiếng nhất là Đại úy Ly Lu đã bị bắn hạ và thiệt mạng sau khi tiến hành hơn 1.000 phi vụ chiến đấu trong vòng ít nhất 18 tháng. Từ tháng 4 đến tháng 9 năm 1969, Lào lần đầu tiên triển khai việc huấn luyện hai máy bay điều không tiền phương. Vào cuối năm 1969, đội quân lính đánh thuê người Hmong trên bộ được sự yểm trợ bởi các cuộc không kích của Không lực Hoàng gia Lào và Mỹ đã tái chiếm phần lớn Cánh đồng Chum. Ba chiếc gunship AC-47 Spooky đầu tiên được Không lực Hoàng gia Lào tiếp nhận từ Không lực Việt Nam Cộng hòa và Mỹ, đã thực hiện phi vụ bay đầu tiên vào ngày 5 tháng 9. Những vấn đề về phi hành đoàn có hiệu quả dự kiến sẽ lái C-47 theo ngày cũng như AC-47 vào ban đêm; pháo thủ sẽ bắn đến đỏ cả nòng súng; đạn dược được bắn chỉ mang giá trị bán lại bằng đồng; Vàng Pao ban đầu miễn cưỡng sử dụng chúng vì sợ gây tổn thương đến đồng minh thân cận. Nó còn phụ thuộc vào kinh nghiệm khá hữu ích của các phi công; ví dụ như Đại úy Khamphan (nhờ những chiến thắng không đối không) đã thực hiện được trên 7.000 giờ bay. Tuy nhiên, ba chiếc Spookies đã sớm chứng tỏ giá trị của chúng và bắt đầu trung bình khoảng 50 phi vụ xuất kích ban đêm mỗi tháng.
Đến tháng 1 năm 1970, Cộng hòa Nhân dân Trung Hoa đã lợi dụng một hiệp ước có trước đây để xây dựng một đường xa lộ từ phía nam tỉnh Vân Nam xuyên qua phía tây Lào hướng về biên giới Thái/Lào. Người Trung Quốc đã cử một đoàn xe tải về phía nam trên con đường đó. Khi đoàn xe tiếp cận được Pak Beng thì bị hai phi cơ T-28 Đội B Không lực Hoàng gia Lào không kích làm 15 chiếc bị phá hủy. Nhiều vụ không kích xảy ra trên con đường đó đều chấm dứt bởi 400 khẩu súng phòng không với cỡ nòng khác nhau dọc theo chiều dài súng được phía Trung Quốc thiết lập nhằm bảo vệ tuyến đường vận tải xuyên biên giới này.
Vào tháng 3 năm 1970, bộ đội Việt Nam Dân chủ Cộng hòa một lần nữa lại tấn công Cánh đồng Chum. Vài ngày sau đó, họ chiếm được một căn cứ không quân hiện đại của Không lực Hoàng gia Lào tại Sam Thong vào ngày 18 tháng 3. Trong trận giao tranh ở Cánh đồng Chum, Không lực Hoàng gia Lào đã để mất ba chiếc T-28D, cộng với các loại máy bay hạng nhẹ gồm hai chiếc O-1 và một chiếc U-17. Nhu cầu về khí tài của không lực trở nên tuyệt vọng đến nỗi phải sử dụng C-7 Caribou của Air America làm máy bay ném bom tạm thời, thả hàng chục thùng chứa bom napalm nhằm ngăn chặn bước tiến công của bộ đội Việt Nam. Lực lượng cộng sản tiến quân sát gần căn cứ Không quân Hoàng gia Lào tại Moung Soui và Long Tieng khiến thời gian xuất kích suy giảm đủ để một phi công T-28 người Hmong tiến hành 31 phi vụ trong một ngày duy nhất.
Những tác động của chính sách Việt Nam hóa chiến tranh năm 1970 đã lan tận sang Lào. Một chương trình huấn luyện mở rộng dành cho phi công T-28 của Lào được bắt đầu. Chương trình Đội B kết thúc vào ngày 4 tháng 9 năm 1970 khi nguồn cung phi công Lào cuối cùng cũng bắt kịp với nhu cầu, người Thái còn cung cấp thêm mười phân đội phi công làm công tác biệt phái sang Không lực Hoàng gia Lào. Trung tâm hành quân phối hợp đặt dưới quyền Đại tá Bouathong Phontivongsa đã kết hợp các hoạt động hàng không với Bộ Tổng tham mưu Lục quân Hoàng gia Lào. Tỷ lệ phi vụ xuất kích của phi đội T-28 Không quân Hoàng gia Lào được gia tăng với quy mô lớn hơn và đặt dưới quyền Cơ quan Điều không tiền phương. Tuy nhiên, Không lực Hoàng gia Lào phải đối mặt với một số vấn đề lớn. Một trong số đó là tỷ lệ tử vong của phi công ở mức nghiêm trọng, với những phi công T-28 còn sống sót chỉ tính trung bình 20 tháng một phi vụ chiến đấu. Ngoài ra, vào tháng 8 năm 1970, cơ quan chức năng đã phát hiện ra một điểm buôn lậu cất giữ tới 70 tấn súng trường M-16 và các loại vũ khí khác được mua lại từ Trung Hoa Dân Quốc trong một vụ trao đổi thuốc phiện dài hai tháng tại Houayxay Ban. Một điểm yếu khác sẽ không bao giờ thực sự được giải quyết là sự thiếu hụt về nhân viên có đủ điều kiện năng lực bảo trì và hậu cần của Lào. Một nỗ lực để giải quyết sự thiếu hụt đã được thực hiện khi người Mỹ quyết định trao lại quyền kiểm soát tất cả các phi cơ T-28 cho Không lực Hoàng gia Lào, bên cạnh việc triển khai một chương trình đào tạo mở rộng. Tuy nhiên, giữa quản lý cộng với kỹ năng chỉ huy và kiểm soát bộc lộ sự yếu kém rõ rệt trong bộ máy của Không lực Hoàng gia Lào. Ngoài ra, các phi vụ chiến đấu của T-28 đã đạt mức 30.000 chuyến xuất kích vào cuối năm nay. Một nghiên cứu của Tập đoàn Rand Corporation đã mô tả thành tích nổi bật của Không lực Hoàng gia Lào và lưu ý rằng một số phi công Không quân Hoàng gia Lào đã thực hiện hơn 1000 phi vụ chiến đấu cho đến giờ.
Tháng 5 năm 1971, căn cứ Không lực Hoàng gia Lào tại Pakse bị quân cộng sản đe dọa đánh chiếm, do vậy phi đội T-28 được di chuyển trở lại vào Thái Lan tới căn cứ Không quân Hoàng gia Thái Lan Ubon. Tuy nhiên, vào ngày 11 Tháng 6, tám chiếc T-28 sẵn có đã tiến hành 88 phi vụ phá hoại chống lại bộ đội Việt Nam với mỗi phi công phải phụ trách 14 phi vụ. Đến tháng 7 năm 1971, phi đội AC-47 Không lực Hoàng gia Lào được phép đưa vào tham chiến với 10 máy bay yểm trợ, Tuy nhiên, phi đội sớm phải chịu một tổn thất nghiêm trọng khi máy bay thị sát của chỉ huy trưởng là Đại tá Thảo Ly bị bắn rơi và bốc cháy dữ dội làm ông thiệt mạng ngay tức khắc.
Tháng 12 năm 1971, Không lực Hoàng gia Lào phải đối mặt với một mối đe dọa mới. Quân đội Việt Nam Dân chủ Cộng hòa đã tấn công vào Cánh đồng Chum với sự yểm trợ từ trên không của loại chiến đấu cơ Mikoyan-Gurevich MiG-21, buộc Không quân Hoàng gia Lào phái tạm thời triệt thoái. Tuy nhiên, các phi đội T-28 và AC-47 của Không lực Hoàng gia Lào đã sớm bay từ Long Tieng quay trở lại tham chiến. Mặc dù hoạt động của đường băng trong căn cứ liên tục bị đe dọa bởi xe tăng xâm nhập và đạn pháo 130 ly nã vào, Không lực Hoàng gia Lào vẫn tiếp tục tiến hành các cuộc không kích vào quân đối phương bất chấp tổn thất nặng nề. Nhiều phi vụ ném bom của T-28 chỉ được thực hiện trong khoảng thời gian một phút, bởi vì quân đối phương đã tiến gần phi trường. Các phi vụ chiến đấu trong năm lên tới khoảng 30.000 vụ.
Vào cuối năm 1972, Tướng Vàng Pao đã phát động cuộc tấn công cuối cùng của ông, cố gắng một lần nữa tái chiếm bằng được Cánh đồng Chum. Không quân chiến thuật Không lực Hoàng gia Lào giờ đây đã vượt ra ngoài nhiệm vụ không yểm tầm gần để đóng vai trò là pháo đài bay; ví dụ như nó được giao nhiệm vụ tiến hành lên đến 80 phi vụ hàng ngày trong sự điều chỉnh chuyển sang Biệt đội Delta của Vàng Pao, bắt đầu từ ngày 24 tháng 8. Những thiếu sót của phương pháp này được thấy rõ vào ngày 9 tháng 9, khi một chiếc T-28 đã thả bom nhầm vào quân đội đồng minh làm 80 người lính bị thương và phá vỡ bước tiến công quân đối phương của họ. Đoàn trực thăng UH-34 của Không lực Hoàng gia Lào và Air America đã gia nhập vào phi đội CH-53 của Không quân Mỹ và tám chiếc C-47 của Air America trong một đợt tấn công của quân đội Vàng Pao bằng không vận. Sau một tháng, cuộc tấn công bị trì hoãn trong một mớ hỗn độn từ việc phối hợp không ăn ý của một trong ba phi đội Không lực Hoàng gia Lào. Ngoài ra, vào cuối năm 1972, Việc người Mỹ rút quân và giảm bớt sự hiện diện trong chiến tranh Việt Nam đã bắt đầu tác động đến Không lực Hoàng gia Lào. Tuy nhiên, tổng số phi vụ xuất kích hàng năm vẫn ở mức 30.000.

### Thời kỳ Tướng Bouathong chỉ huy
Tướng Bouathong chuyển từ chỉ huy Trung tâm hành quân phối hợp sang chỉ huy toàn bộ Không quân Hoàng gia Lào vào năm 1973. Đến đầu năm 1973, tổng quân số Không lực Hoàng gia Lào đạt đến đỉnh điểm với 2150 nhân viên và 180 máy bay. Danh mục các loại máy bay bao gồm 75 chiếc AT-28 và tám chiếc AC-47 dùng trong chiến đấu. Máy bay vận tải hạng nhẹ bao gồm 15 chiếc O-1 Birddog và 18 chiếc C-47. Người Mỹ đã quyết định bàn giao một số máy bay dư thừa vào thời điểm cuối cùng để tăng cường thực lực Không quân Hoàng gia Lào. Danh mục các loại máy bay trực thăng của Không lực Hoàng gia Lào được tăng cường thêm 24 chiếc UH-34 từ nguồn bổ sung của Không lực Việt Nam Cộng hòa, nâng tổng số máy bay trực thăng lên 43 chiếc, trong một nỗ lực nhằm thay thế khả năng chuyên chở của Air America khi nó khởi hành đi Lào. Air America đã bàn giao cho Không lực Hoàng gia Lào mười chiếc máy bay huấn luyện Cessna T-41 Mescalero và mười máy bay vận tải C-123K. Tướng Bouathong cố xin thêm nhiều loại máy bay mới nhưng đã bị người Mỹ từ chối. Tính đến đầu năm 1973, Không lực Hoàng gia Lào đã thực hiện 4482 phi vụ trước khi ký kết hiệp định Paris kết thúc chiến tranh vào ngày 22 tháng 1 năm 1973.
Tháng 4 năm 1973, hiệp ước đình chiến bị phá vỡ buộc Không lực Hoàng gia Lào tiếp tục tham chiến. Tuy nhiên, đến thời điểm này thì Không lực đã phần nào suy yếu dần, số lượng máy bay T-28 giảm xuống còn 40 chiếc và tỷ lệ xuất kích hàng tháng giảm xuống còn khoảng 2000 phi vụ. Hai trong số tám trực thăng Spooky đã bị loại khỏi vòng chiến, số còn lại về sau bị giải giáp và chuyển đổi trở lại thành máy bay vận tải.
Ngày 20 tháng 8 năm 1973, Tướng Thao Ma dẫn đầu một đoàn quân hộ tống gồm 60 xe tải trở lại Lào và tái chiếm căn cứ không quân Wattay. Ông và sáu phi công khác của Lào đã phát động lại điệp khúc đảo chính trên không bằng cách sử dụng máy bay T-28 thực hiện các cuộc đánh bom tổng hành dinh của chính phủ. Tuy nhiên, quân đội Hoàng gia Lào đã phản công chiếm lại Wattay và Ma bị bắn rơi trong khi hạ cánh. Mặc dù sống sót sau cuộc hạ cánh vội vã nhưng ông vẫn bị xử tử ngay lập tức.
Đến giữa năm 1974, Air America chính thức kết thúc hoạt động của họ tại Lào. Tuyến tiếp tế từ Mỹ gần như đóng cửa. Thiếu thốn nhiên liệu, phụ tùng và các loại đạn dược, Không quân Hoàng gia Lào nhanh chóng xuống dốc. Trung tâm hành quân phối hợp bị đóng cửa. Chương trình huấn luyện nhân sự ngoài nước chấm dứt. Kể từ đây, các phi công Không lực Hoàng gia Lào chỉ bay được hai giờ mỗi tháng.
Ngày 14 tháng 4 năm 1975, Không quân Hoàng gia Lào xuất kích thực hiện phi vụ chiến đấu cuối cùng. Theo lệnh của Vàng Pao, chín chiếc máy bay T-28 đã oanh tạc một đoàn xe tải của Pathet Lào đang trên đường di chuyển về hướng nam tiến vào Viêng Chăn, gây tổn thất nghiêm trọng. Sang tháng sau, phe Cộng sản kích động dân chúng tiến hành hàng loạt các cuộc biểu tình chống Chính phủ Hoàng gia Lào, nhiều viên phi công Không lực Hoàng gia Lào đã đào thoát sang Thái Lan. Mười sáu chiếc T-28 mà họ lái được bàn giao lại cho Không quân Philippines.

### Sau năm 1975
Không quân Quân Giải phóng Nhân dân Lào đã phải mở các khóa đào tạo phi công ngắn hạn để vận hành một loạt máy bay còn sót lại trong các kho bãi nhằm chống lại các cuộc nổi dậy tiếp theo của người Hmong. Ex-RLAF T-28 được sử dụng để oanh tạc các bản làng Hmong. Những phi công Không lực Hoàng gia Lào bị giam giữ đã được phóng thích để bay cùng với những người chủ mới của họ. Từ năm 1975-1977, đã xảy ra chín cuộc đào tẩu của các viên phi công chế độ cũ trốn sang Thái Lan. Không quân Quân Giải phóng Nhân dân Lào vì vậy đã để mất 29 chiếc T-28, 4 trực thăng UH-34, một C-47, một T-41 và một chiếc Antonov AN-2 còn thực hiện chuyến bay về phía nam mà mãi sau này mới được trả lại.

## Sự kiện trọng yếu
- Ngày 28 tháng 1 năm 1955: Thành lập Hàng không Lào
- Năm 1960: Pathet Lào bắt đầu vận hành máy bay.
- Tháng 8 năm 1960: Hàng không Lào đổi tên thành Không quân Hoàng gia Lào (RLAF)
- Mùa xuân năm 1963: Lực lượng không quân của viên tướng bất đồng chính kiến Kông Lê hợp nhất vào Không lực Hoàng gia Lào
- Đầu năm 1976: Không quân Hoàng gia Lào đổi tên thành Không quân Quân Giải phóng Nhân dân Lào (LPLAAF)

## Quân phục và phù hiệu

### Quân hàm
- Sip/Airman basic – Binh nhì (không phù hiệu)
- Sip Trii/Corporal – Hạ sĩ (một lon trắng hướng lên)
- Sip Thó/Sergeant – Hạ sĩ nhất (hai lon trắng hướng lên)
- Sip Êek/Staff Sergeant – Trung sĩ (ba lon trắng hướng lên)
- Cãã Trii/Sergeant 1st class – Trung sĩ nhất (một lon vàng viền màu xanh hoàng gia hướng xuống)
- Cãã Thó/Master Sergeant – Thượng sĩ (hai lon vàng viền màu xanh hoàng gia hướng xuống)
- Cãã Êek/Sergeant Major – Thượng sĩ nhất (ba lon vàng viền màu xanh hoàng gia hướng xuống)
- Wáa Trii Hua Trii/Warrant Officer – Chuẩn úy (một thanh vàng nằm ngang)
- Roitrïäkäd/2nd Lieutenant – Thiếu úy (một ngôi sao vàng năm cánh)
- Roithöäkäd/1st Lieutenant – Trung úy (hai ngôi sao vàng năm cánh)
- Roiëkäkäd/Captain – Đại úy (ba ngôi sao vàng năm cánh)
- Phantrïäkäd/Major – Thiếu tá (một ngôi sao năm cánh chèn vào một đĩa vàng)
- Phanthöäkäd/Lieutenant-Colonel– Trung tá (hai ngôi sao năm cánh, một chèn vào một đĩa vàng)
- Phanëkäkäd/Colonel – Đại tá (ba ngôi sao năm cánh, một chèn vào một đĩa vàng)
- Phonchatääkäd/Brigadier-General – Chuẩn tướng (hai ngôi sao bạc năm cánh)